# Tears of a Girl
Tears of a Girl és un llibre escrit per Park Jung-yeon el 2015, quan encara era una estudiant de divuit anys. Va ser publicat en anglès i coreà. Se li ocorregué després de llegir El diari d'Anna Frank i en estar ajudant una organització de caritat anomenada House of Sharing que ajuda a ex-esclaves sexuals. El llibre va ser escrit amb la intenció de difondre mundialment sobre les esclaves sexuals coreanes durant la Segona Guerra Mundial. L'autora pensa utilitzar els ingressos aconseguits amb el llibre per a invertir-los solament en al distribució a altres països.